# Trattato sulla moneta
Il Trattato sulla moneta (in inglese, A Treatise on Money) è un'opera dell'economista inglese John Maynard Keynes, pubblicata per la prima volta, in due volumi, nel 1930 a Londra dalla casa editrice Macmillan Publishers.

## Idee chiave
Nell'opera sono introdotti alcuni concetti riguardanti l'economia monetaria che verranno poi ripresi nell'opera principale di Keynes, la Teoria generale dell'occupazione, dell'interesse e della moneta del 1936. Keynes, che si avvalse della collaborazione di Dennis Robertson, rovesciò l'assioma classico in base al quale il risparmio era una virtù non solo per il privato, ma anche per la società, in quanto permetteva, inevitabilmente, un futuro investimento. Un eccessivo risparmio, considerato insito in un'economia avanzata, diventava un freno per lo sviluppo, perché il risparmio finiva per essere semplicemente un drenaggio di risorse dal circuito dell'economia, in quanto il livello degli investimenti, per diverse ragioni, potevano essere troppo basso per rimettere in circolo tale ammontare di risparmio. Per queste ragioni, gli organi dello Stato incaricati di gestire l'economia dovevano far sì che vi fossero maggiori possibilità di investimento. Il caso inverso, ovvero di eccesso dell'investimento sul risparmio, era raro nei sistemi economici avanzati, ma avrebbe richiesto un intervento opposto delle autorità, che avrebbero dovuto evitare l'inflazione che ne sarebbe derivata.